# Sanne Vermeer
Sanne Vermeer (Leeuwarden, 25 de marzo de 1998) es una deportista neerlandesa que compite en judo.
Ganó una medalla de bronce en el Campeonato Mundial de Judo de 2021 y dos medallas de bronce en el Campeonato Europeo de Judo, en los años 2019 y 2021. En los Juegos Europeos de Minsk 2019 obtuvo una medalla de bronce en la categoría de –63 kg.

## Palmarés internacional
| Campeonato Mundial | Campeonato Mundial  | Campeonato Mundial | Campeonato Mundial |
| Año                | Lugar               | Medalla            | Categoría          |
| ------------------ | ------------------- | ------------------ | ------------------ |
| 2021               | Budapest (Hungría)  | Medalla de bronce  | –63 kg             |
| Juegos Europeos    |                     |                    |                    |
| Año                | Lugar               | Medalla            | Categoría          |
| 2019               | Minsk (Bielorrusia) | Medalla de bronce  | –63 kg             |
| Campeonato Europeo |                     |                    |                    |
| Año                | Lugar               | Medalla            | Categoría          |
| 2019               | Minsk (Bielorrusia) | Medalla de bronce  | –63 kg             |
| 2021               | Lisboa (Portugal)   | Medalla de bronce  | –63 kg             |